# Taddua
Taddua (łac. Tadduensis) – stolica historycznej diecezji we Cesarstwie rzymskim w prowincji Afryka Prokonsularna, sufragania metropolii Kartagina. Współcześnie w Tunezji. Obecnie katolickie biskupstwo tytularne. Od 2004 biskupem Tadduy jest biskup pomocniczy krakowski Jan Zając.

## Biskupi tytularni
| Lp. | Biskup            | Funkcja                            | Od               | Do              |
| --- | ----------------- | ---------------------------------- | ---------------- | --------------- |
| 1   | Friedhelm Hofmann | biskup pomocniczy Kolonii (Niemcy) | 25 lipca 1992    | 25 czerwca 2004 |
| 2   | Jan Zając         | biskup pomocniczy krakowski        | 14 sierpnia 2004 |                 |